# Женевська угода (1966)
Угода про врегулювання конфлікту між Венесуелою та Сполученим Королівством Великої Британії та Північної Ірландії щодо кордону між Венесуелою та Британською Гвіаною, більш відома як Женевська угода — угода між Венесуелою та Сполученим Королівством разом із її британською колонією Гвіаною (яка незабаром отримає незалежність), який було підписано в Женеві, Швейцарія, 17 лютого 1966 року. Договір окреслює кроки, вжиті для вирішення територіальної суперечки між Венесуелою та Сполученим Королівством щодо регіону Гаяна-Ессекібо, що випливає з суперечки Венесуели до ООН у 1962 році про те, що рішення Паризького арбітражного трибуналу 1899 року про присудження території Британській Гвіані була нечинною після публікації меморандумів Северо Маллет-Прево та інших документів трибуналу, які поставили рішення під сумнів.
Вітаю вас зі світлим Святом Різдва Христового! Усіх солдатів, матросів, сержантів і офіцерів, усіх воїнів, які зі зброєю в руках б'ються за те, щоб світ не поглинув морок.

## Історія
Женевська угода була опублікована в Офіційному віснику Венесуели № 28.008 15 квітня 1966 року, а згодом зареєстрована в Генеральному офісі Організації Об'єднаних Націй 5 травня 1966 року під реєстраційним номером I-8192.
Через три місяці після підписання угоди, 26 травня 1966 року, колонія Британська Гвіана отримала незалежність від Великої Британії, проголосивши себе «Республікою Гаяна» (офіційно з 1970 року Кооперативна Республіка Гаяна). З цього моменту нова країна приєдналася до угоди як незалежна держава разом із Сполученим Королівством і Венесуелою, повністю зайнявши колишню позицію Сполученого Королівства в переговорах з Венесуелою щодо прикордонної суперечки.
Женевська угода — це тимчасова угода про досягнення постійного рішення, яку часто називають «угодою про досягнення згоди», і хоча Венесуела стверджує, що арбітражне рішення 1899 року є недійсним, статус-кво за угодою зберігся. У результаті спірний регіон залишатиметься під владою уряду Гаяни, доки не буде прийнято інше рішення відповідно до договору. Перша стаття документа визнає вимогу Венесуели про те, що рішення суду 1899 року є недійсним, але договір не підтримує та не заперечує цю вимогу. Натомість це вимагає, щоб кожна зі сторін, які підписали угоду, визнала претензії іншої та прагнула знайти практичне, мирне та задовільне рішення для всіх залучених сторін.
Женевська угода встановила створення «Змішаної комісії» у складі представників Венесуели та Британської Гвіани (без прямої участі Сполученого Королівства), якій було надано чотири роки для досягнення остаточного рішення щодо прикордонної суперечки, або вибрати іншу форму мирного врегулювання, запропоновану ООН. У 1970 році, наприкінці цього чотирирічного періоду, Протокол Порт-оф-Спейн був підписаний Гаяною, Венесуелою та Сполученим Королівством, щоб фактично «заморозити» частини Женевської угоди на дванадцять років. У 1982 році Венесуела відмовилася ратифікувати продовження Протоколу Порт-оф-Спейн, повернувши в дію початкову угоду 1966 року.
У 1983 році Венесуела запропонувала провести прямі переговори з Гаяною, але Гаяна відмовилася і запропонувала три альтернативні шляхи досягнення угоди: Генеральна Асамблея ООН, Рада Безпеки ООН або Міжнародний суд, кожен з яких був відхилений Венесуелою.
Пізніше того ж року за ініціативою Венесуели та відповідно до положень статті IV-2 угоди та статті 33 Статуту ООН щодо мирного вирішення конфліктів спір про прикордонний конфлікт було передано під юрисдикцію Генерального секретаря ООН, оскільки дві країни не змогли досягти згоди щодо засобів врегулювання.
У 1987 році Гаяна та Венесуела вирішили прийняти метод добрих послуг відповідно до Загального акту про мирне врегулювання міжнародних спорів, який набув чинності в 1989 році. Після цієї угоди представник Генерального секретаря, обраний і прийнятий сторонами, буде служити посередником між урядами, щоб вони досягли задовільного рішення, як це продиктовано договором.
Першим представником, залученим для підтримки Женевської угоди, був колишній заступник Генерального секретаря Дієго Кордовес. Останнім представником став ямайський професор Норман Гірван. Кожен представник був обраний і прийнятий обома країнами за згодою Генерального секретаря Організації Об'єднаних Націй.

## Офіційні позиції країн
Позиції сторін випливають з різного тлумачення частини першої угоди:
Створюється Змішана комісія, завданням якої є пошук задовільних рішень для практичного врегулювання суперечки між Венесуелою та Сполученим Королівством, яка виникла внаслідок твердження Венесуели про те, що арбітражне рішення 1899 року щодо кордону між Британською Гвіаною та Венесуелою є недійсним і не має юридичної сили.
Для Гаяни мета угоди полягає в тому, щоб спочатку визначити, чи є декларація Паризького арбітражного трибуналу недійсною, і якщо Венесуела не зможе довести її недійсність, арбітражне рішення щодо регіону для Гаяни залишається в силі.
Для Венесуели мета угоди полягає в тому, щоб зобов'язати обидві сторони досягти задовільного рішення для практичної угоди між двома країнами. Вона вважає, що недійсність арбітражного рішення 1899 року була прямо зазначена в документі та неявно погоджена через підпис прем'єр-міністра Гаяни, коли вона ще була британською колонією. Для Венесуели це вже було домовлено, і для інших країн було б нерозумно підписувати угоду, якби вони не погоджувалися із заявами в ній.
У 52-у річницю підписання міжнародного договору в Швейцарії уряд Венесуели підтвердив свою прихильність Женевській угоді. Президент Ніколас Мадуро закликав народ Венесуели захистити свої «законні та невідмовні» територіальні права на регіон Ессекібо. Міністр оборони Владімір Падріно Лопес наголошує, що венесуельці повинні продовжувати претендувати на свою територію, і заявив у своїх соціальних мережах: «Сонце Венесуели народилося в Ессекібо».

## Критика
Цю угоду розкритикували в Гаяні за те, що вона, по суті, відновила судову справу, яка для них уже була закрита. Примітно, що гаянський політик Чедді Джаган, лідер гаянської опозиції, засновник Народної прогресивної партії (НПП) і майбутній президент республіки, різко виступив проти угоди. У своїй праці «Захід під судом» (1996) він висловив жаль з приводу повернення прикордонної суперечки:
Коаліційний уряд PNC-UF спільно підписав Женевську угоду з урядами Венесуели та Великої Британії... і створив Змішану комісію (Гаяна-Венесуела). Таким чином, вони визнали фальшиві територіальні претензії Венесуели, і справа, яка була закрита з 1899 року, була знову відкрита.
Хоча Женевська угода на даний момент є найціннішим документом для Венесуели в переговорному процесі з Гаяною, Венесуела визнає, що їй бракує деяких конкретних елементів, необхідних для повернення будь-якої території від Гаяни через суперечності між позицією Венесуели та змістом і результати договору.
З точки зору результатів договору, є кілька наслідків, які шкодять позиції Венесуели:
- Домовленість про пошук «практичної згоди» для «задовільного рішення» на практиці виявилася нездійсненною,
- Великій Британії було дозволено вирішувати територійний спір через колонію, яку вона контролювала, замість того, щоб взаємодіяти безпосередньо з Венесуелою,
- Венесуела погодилася дозволити колонії стати незалежною від Сполученого Королівства, не вимагаючи попереднього вирішення прикордонної проблеми,
- Гаяні дозволили стати державою, що призвело до збільшення ваги в конфлікті,
- Венесуелі доведеться вести переговори з країною, яка успадкувала проблему від своїх колонізаторів, а не з країною, яка сама створила проблему, і
- Відносне сприйняття двох країн змінилося: Венесуела більше не сприйматиметься як слабка нація, узурпована колоніальною владою Сполученого Королівства. Натомість тепер бідна та нова незалежна Гаяна виглядатиме слабкою нацією, на яку полює багата країна, яка намагається забрати частину «її території».

Ці результати є проблематичними для Венесуели, оскільки, очевидно, малоймовірно, що Гаяна вирішить віддати Венесуелі три чверті території, яку вона контролювала та керувала з часів своєї незалежності, разом із можливістю використовувати там ресурси, незалежно від свого права на суверенітет над регіоном. Крім того, коли Британська Гвіана оголосила себе незалежною державою через три місяці після Женевської угоди, Венесуела була змушена негайно визнати її незалежність в результаті угоди, не вирішивши спочатку суперечку з Великою Британією, і незважаючи на свої постійні претензії на суверенітет над регіоном Гаяна-Ессекібо.